# Burg Dottighofen
Die Burg Dottighofen ist eine abgegangene Burg vermutlich in Ortslage des Weilers Dottighofen auf dem Dottighofer Buck circa 1000 Meter südwestlich von dem Ortsteil Biengen der Stadt Bad Krozingen im Landkreis Breisgau-Hochschwarzwald in Baden-Württemberg. Von der nicht genau lokalisierbaren Burganlage ist nichts erhalten.

## Geschichte

Wappen Dottighofen

Urkundlich tritt 1220 mit den Gebrüdern Götfridus de Töcinchoven et fratres ejus Fridericus et Hugo de Tottinchoven (Gotfried und seine Brüder Friedrich und Hugo) das Geschlecht derer von Dottighofen in Erscheinung. Enge verwandtschaftliche Beziehungen bestanden sowohl zu den Herren von Tusslingen und der Freiburger Adelsfamilie Geben, worauf nicht zuletzt das gerandete Schild hindeutet (das Wappen derer von Dottikoven, früher Tottinkoven geschrieben, zeigt im gerandeten roten Schild einen silbernen Schrägbalken, in dessen oberem Teil eine blaue Rose mit goldenen Butzen). Anna, die Tochter des Johannes Geben, genannt Lüllech, und seiner Ehefrau Gutta von Urberg, war mit Oswald von Dottighofen verheiratet. Wohl deren Sohn Johannes Oswald von Dottighofen trug ebenfalls den mütterlichen Übernamen Lüllech, wie dies aus einer Urkunde vom 9. April 1369 ersichtlich wird. Letztmalig wird 1397 ein Wilhelm von Dottikofen urkundlich genannt. 1459 ging die Burg Dottighofen in den Besitz des Caspar von Klingenberg, Sohn des Albrecht von Klingenberg und der Margaretha von Grünenberg, über.
Ob und inwiefern ein verwandtschaftliches Verhältnis zu den benachbarten Herren von Krozingen und Herren von Tunsel bestand, ist nicht bekannt.

## Lage
Die genaue Lage der ehemaligen Burganlage ist nicht bekannt.